# Salagnon
Ne doit pas être confondu avec l'Île de Salagnon, sur la commune de Montreux en Suisse, qui ferme le port du Basset à Clarens, Lac Léman
Salagnon est une commune française située dans le département de l'Isère, en région Auvergne-Rhône-Alpes.

## Géographie

### Description
Salagnon est une commune, à l'aspect encore fortement rural, située à l'est  de l'agglomération lyonnaise et au nord de l'agglomération formée par Bourgoin-Jallieu et L'Isle d'Abeau.

### Géologie et relief
Schématiquement, la commune est en plaine au nord-ouest de la RD 522 et en collines et plateau au sud-est.
- Point culminant : Mollard la Bise (397 m).
- Point le plus bas : marais de Sablonnières (221 m).

### Hydrographie
Le territoire de la commun est drainé par le canal de dessèchement du Catelan, qui se jette dans la Bourbre, un affluent du fleuve le Rhône.
.

### Climat
Pour des articles plus généraux, voir Climat d'Auvergne-Rhône-Alpes et Climat de l'Isère.
En 2010, le climat de la commune est de type climat des marges montargnardes, selon une étude du Centre national de la recherche scientifique s'appuyant sur une série de données couvrant la période 1971-2000. En 2020, Météo-France publie une typologie des climats de la France métropolitaine dans laquelle la commune est exposée à un climat de montagne ou de marges de montagne et est dans la région climatique Alpes du nord, caractérisée par une pluviométrie annuelle de 1 200 à 1 500 mm, irrégulièrement répartie en été.
Pour la période 1971-2000, la température annuelle moyenne est de 11,7 °C, avec une amplitude thermique annuelle de 18,1 °C. Le cumul annuel moyen de précipitations est de 1 115 mm, avec 11,2 jours de précipitations en janvier et 7,1 jours en juillet. Pour la période 1991-2020, la température moyenne annuelle observée sur la station météorologique de Météo-France la plus proche, « Bourgoin », sur la commune de Bourgoin-Jallieu à 10 km à vol d'oiseau, est de 12,4 °C et le cumul annuel moyen de précipitations est de 844,0 mm,. Pour l'avenir, les paramètres climatiques de la commune estimés pour 2050 selon différents scénarios d'émission de gaz à effet de serre sont consultables sur un site dédié publié par Météo-France en novembre 2022.

### Milieux naturels et biodiversité
La commune compte de nombreux espaces forestiers : bois Michoud, Champ Bardoux, la Garenne.

## Urbanisme

### Typologie
Au 1er janvier 2024, Salagnon est catégorisée commune rurale à habitat dispersé, selon la nouvelle grille communale de densité à sept niveaux définie par l'Insee en 2022.
Elle est située hors unité urbaine. Par ailleurs la commune fait partie de l'aire d'attraction de Lyon, dont elle est une commune de la couronne,. Cette aire, qui regroupe 397 communes, est catégorisée dans les aires de 700 000 habitants ou plus (hors Paris),.

### Occupation des sols
L'occupation des sols de la commune, telle qu'elle ressort de la base de données européenne d’occupation biophysique des sols Corine Land Cover (CLC), est marquée par l'importance des territoires agricoles (66,9 % en 2018), en diminution par rapport à 1990 (68,7 %). La répartition détaillée en 2018 est la suivante : 
terres arables (36 %), zones agricoles hétérogènes (30,8 %), forêts (22,5 %), zones urbanisées (9,2 %), zones humides intérieures (1,4 %). L'évolution de l’occupation des sols de la commune et de ses infrastructures peut être observée sur les différentes représentations cartographiques du territoire : la carte de Cassini (XVIIIe siècle), la carte d'état-major (1820-1866) et les cartes ou photos aériennes de l'IGN pour la période actuelle (1950 à aujourd'hui).

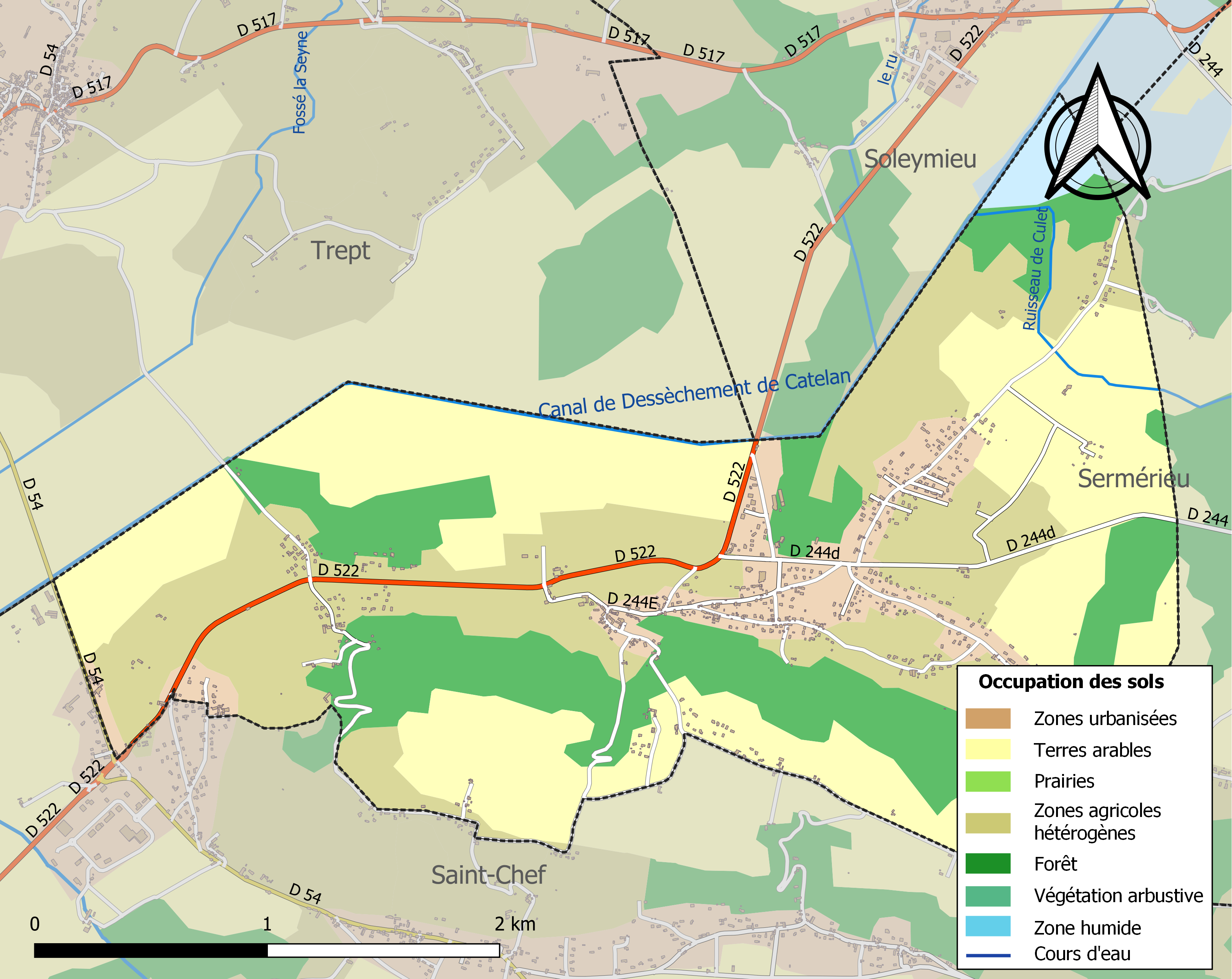
Carte des infrastructures et de l'occupation des sols de la commune en 2018 (CLC).

### Lieux-dits, hameaux et écarts
La commune compte plusieurs hameaux et lieux-dits, dont :
- Bourg du village.
- Mollard la Bise.
- Le Rondeau.
- Pierre Magnière.
- Sicard.
- La Garenne.
- Les Fermes.
- Rapilliard.
- Le Clos
- Blaumont.
- Flumée.
- Le Pontet.
- Revolet.

### Habitat et logement
En 2018, le nombre total de logements dans la commune était de 595, alors qu'il était de 516 en 2013 et de 474 en 2008.
Parmi ces logements, 91,8 % étaient des résidences principales, 3 % des résidences secondaires et 5,2 % des logements vacants. Ces logements étaient pour 93,3 % d'entre eux des maisons individuelles et pour 6,5 % des appartements.
Le tableau ci-dessous présente la typologie des logements à Salagnon en 2018 en comparaison avec celle de l'Isère et de la France entière. Une caractéristique marquante du parc de logements est ainsi une proportion de résidences secondaires et logements occasionnels (3 %) inférieure à celle du département (8,3 %) et à celle de la France entière (9,7 %). Concernant le statut d'occupation de ces logements, 88 % des habitants de la commune sont propriétaires de leur logement (89,1 % en 2013), contre 61,1 % pour l'Isère et 57,5 % pour la France entière.
| Typologie                                               | Salagnon | Isère | France entière |
| ------------------------------------------------------- | -------- | ----- | -------------- |
| Résidences principales (en %)                           | 91,8     | 84    | 82,1           |
| Résidences secondaires et logements occasionnels (en %) | 3        | 8,3   | 9,7            |
| Logements vacants (en %)                                | 5,2      | 7,7   | 8,2            |

### Voies de communication et transports
La commune est desservie par les :
- RD 522: principale voie de circulation (direction Bourgoin-Jallieu au sud-ouest et Morestel au nord-est),
- RD 244d (direction Sermérieu à l'est),
- RD 54 (entre la RD522 au Rondeau en direction de Trept au nord).

Elle dispose des ponts suivants :
- Pont de Trept (sur la RD 54),
- Pont Sicard (chemin de Sicard le Bas),
- Pont de Varézieu (chemin de Varézieu),
- Pont de l'Aire (sur la RD 522).

### Risques naturels et technologiques

#### Risques sismiques
L'ensemble du territoire de la commune de Salagnon est situé en zone de sismicité n°3 (sur une échelle de 1 à 5), comme la plupart des communes de son secteur géographique.
| Type de zone | Niveau            | Définitions (bâtiment à risque normal) |
| ------------ | ----------------- | -------------------------------------- |
| Zone 3       | Sismicité modérée | accélération = 1,1 m/s2                |

## Histoire
Salagnon est une paroisse de la province royale du Dauphiné durant l'Ancien Régime
La commune de Salagnon est née en 1910, par détachement de son territoire de celui de celle de Saint-Chef,, dont elle constituait l'un des hameaux. C'est à cette occasion qu'a été édifiée une fontaine à l'entrée du village et un calvaire entre La Creuse et le mont de Chamont.
- Août 1911. Installation d'une horloge publique : par décision municipale sur le clocher de l'église[14].
- Décembre 1917: Monument aux morts : la décision de l'ériger s'accompagne d'une souscription pour le financer[14]..
- 1923-1925. Électrification de la commune : signature en août 1923 d'un contrat d'éclairage public avec la Société Dauphinoise, qui aboutit en 1925 à l'achat d'un emplacement pour un transformateur électrique[14]..
- Le 15 février 1944, la tragédie de la Croix Sicard : à l'aube une maison est incendiée et mitraillée par un détachement allemand, tuant sept jeunes résistants du groupe F.T.P.F. L'emplacement du drame, des cérémonies et le cimetière perpétuent le souvenir du massacre[15],[16].
- 1968 : installation de l'eau courante dans le village[14].

## Politique et administration

### Rattachements administratifs et électoraux

#### Rattachements administratifs
La commune se trouve depuis 1926 dans l'arrondissement de La Tour-du-Pin du département de l'Isère.
Elle faisait partie de sa création en 1910 à 1985 du canton de Bourgoin-Jallieu, année où celui-ci est scindé et la commune rattachée au canton de Bourgoin-Jallieu-Nord. Dans le cadre du redécoupage cantonal de 2014 en France, cette circonscription administrative territoriale a disparu, et le canton n'est plus qu'une circonscription électorale.

#### Rattachements électoraux
Pour les élections départementales, la commune fait partie depuis 2014 d'un nouveau canton de Bourgoin-Jallieu
Pour l'élection des députés, elle fait partie de la sixième circonscription de l'Isère.

### Intercommunalité
Salagnon était membre de la communauté de communes Les Balmes Dauphinoises, un établissement public de coopération intercommunale (EPCI) à fiscalité propre créé en 1993 et auquel la commune avait transféré un certain nombre de ses compétences, dans les conditions déterminées par le code général des collectivités territoriales.
Dans le cadre des dispositions de la loi portant nouvelle organisation territoriale de la République du 7 août 2015, qui prévoit que les établissements publics de coopération intercommunale (EPCI) à fiscalité propre doivent avoir un minimum de 15 000 habitants, cette intercommunalité a fusionné avec ses voisines  pour former, le 1er janvier 2017, la communauté de communes Les Balcons du Dauphiné, dont est désormais membre la commune.

### Liste des maires
| Période                                  | Période                   | Identité          | Étiquette | Qualité                                                                                    |
| ---------------------------------------- | ------------------------- | ----------------- | --------- | ------------------------------------------------------------------------------------------ |
| Les données manquantes sont à compléter. |                           |                   |           |                                                                                            |
| 1910                                     | 1917                      | J. Laigroz        |           |                                                                                            |
| 1917                                     | 1919                      | A. Deschamps      |           |                                                                                            |
| 1919                                     | 1924                      | A. Richard        |           |                                                                                            |
| 1924                                     | 1935                      | J. Cottaz         |           |                                                                                            |
| 1935                                     | 1938                      | M. Laigroz        |           |                                                                                            |
| 1938                                     | 1944                      | I. Coindre        |           |                                                                                            |
| 1944                                     | 1953                      | J. Neyret         |           |                                                                                            |
| 1953                                     | 1959                      | L. Rozand         |           |                                                                                            |
| 1959                                     | 1975                      | J. Leon           |           |                                                                                            |
| 1975                                     | 1978                      | R. Charvet        |           |                                                                                            |
| 1978                                     | 2001                      | Jean Tricaud      |           |                                                                                            |
| 2001                                     | 2004                      | Michel Garin      |           |                                                                                            |
| 2004                                     | mai 2020                  | Gilbert Durand    | UDI       | Retraité Président de la CC Les Balmes Dauphinoises (2014 → 2016)                          |
| mai 2020                                 | septembre 2022            | Raymond Contassot |           | Cadre de la DDE retraité Mandat écourté par la démission d'une partie du conseil municipal |
| septembre 2022                           | En cours (au 2 mars 2023) | Daniel Barret     |           | Retraité d’une compagnie pétrolière                                                        |

## Équipements et services publics
La commune compte une salle des fêtes, construite avec la coopération des habitants, d'un usage très polyvalent (salle de sport, espace scénique, grandes cuisines, espace scénique, salons...).

### Enseignement
La commune est rattachée à l'académie de Grenoble.

## Population et société

### Démographie
L'évolution du nombre d'habitants est connue à travers les recensements de la population effectués dans la commune depuis 1911. Pour les communes de moins de 10 000 habitants, une enquête de recensement portant sur toute la population est réalisée tous les cinq ans, les populations de référence des années intermédiaires étant quant à elles estimées par interpolation ou extrapolation. Pour la commune, le premier recensement exhaustif entrant dans le cadre du nouveau dispositif a été réalisé en 2004.

En 2022, la commune comptait 1 484 habitants, en évolution de +5,7 % par rapport à 2016 (Isère : +3,07 %, France hors Mayotte : +2,11 %).
| 1911 | 1921 | 1926 | 1931 | 1936 | 1946 | 1954 | 1962 | 1968 |
| ---- | ---- | ---- | ---- | ---- | ---- | ---- | ---- | ---- |
| 564  | 458  | 413  | 403  | 382  | 358  | 342  | 343  | 323  |

| 1975 | 1982 | 1990 | 1999 | 2004  | 2006  | 2009  | 2014  | 2019  |
| ---- | ---- | ---- | ---- | ----- | ----- | ----- | ----- | ----- |
| 357  | 470  | 693  | 932  | 1 087 | 1 125 | 1 198 | 1 286 | 1 452 |

| 2022  | - | - | - | - | - | - | - | - |
| ----- | - | - | - | - | - | - | - | - |
| 1 484 | - | - | - | - | - | - | - | - |

Au recensement de 1790, le hameau de Salagnon comptait 216 habitants (Jean Fréchet, Vie, tradition coutumes des Terres Froides et du Dauphiné, Éditions BELLIER, 2000, p. 165).

### Médias
Historiquement, le quotidien à grand tirage Le Dauphiné libéré consacre, chaque jour, y compris le dimanche, dans son édition du Nord-Isère, un ou plusieurs articles à l'actualité du canton, de la communauté de communes, ainsi que des informations sur les éventuelles manifestations locales, les travaux routiers, et autres événements divers à caractère local.

### Cultes
La communauté catholique et l'église de Salagnon (propriété de la commune) est rattachée à la paroisse Saint François d'Assise dont la maison paroissiale est située à Bourgoin-Jallieu. Celle-ci est également rattachée au diocèse de Grenoble-Vienne.

## Culture locale et patrimoine

### Lieux et monuments
Le patrimoine salagnard traverse différentes époques depuis le Moyen Âge.
- Château de la famille Michoud (ne se visite pas). Une fontaine (démantelée) située à l'extérieur du mur et en bas de la montée du château fournissait de l'eau sans avoir besoin de monter jusqu'au village.
- Église paroissiale Saint-Ferréol de Salagnon, qui possède des vitraux historiés et une statue de saint Ferréol.

la décision d'installer une horloge sur le clocher de l'église en août 1911.
- Calvaire au carrefour du lieu-dit Croix-Sicard (déplacé de l'autre côté de la route à la suite d'un accident de circulation).
- Calvaires au lieu-dit les Fermes, et entre le château et le village.
- Calvaire au lieu-dit Pontet.

La création de la commune donne lieu à l'édification de plusieurs installations religieuse (calvaire) ou utilitaires (fontaine, horloge).
- Fontaine à l'entrée du village, attenante à ce qui aurait pu être un ancien lavoir aujourd'hui reconverti en aire de pique-nique.
- Calvaire entre La Creuse et le mont de Chamont.
- Le monument aux morts communal dont la construction a été décidée en décembre 1917, a fait l'objet d'une souscription. L'épitaphe est « aux enfants de Salagnon morts pour la France ».
- Une épitaphe sur une tombe du cimetière communal.
- La fontaine publique installée sur la place en 1929.
- Le mémorial Croix Sicard, où le groupe de résistants a été massacré le 15 février 1944, se compose du bâtiment conservé in situ ainsi que d'un monument commémoratif.
- Le cimetière comporte également un monument funéraire comportant les photos en médaillons des résistants ainsi qu'une épitaphe rédigée par les élèves de l'école communale[27].
- Une stèle commémorative se trouvant avant l'entrée du cimetière.
- Fresque murale au dos de la mairie.
- Des maisons du bourg et de certains hameaux ont été construites selon la méthode du pisé.

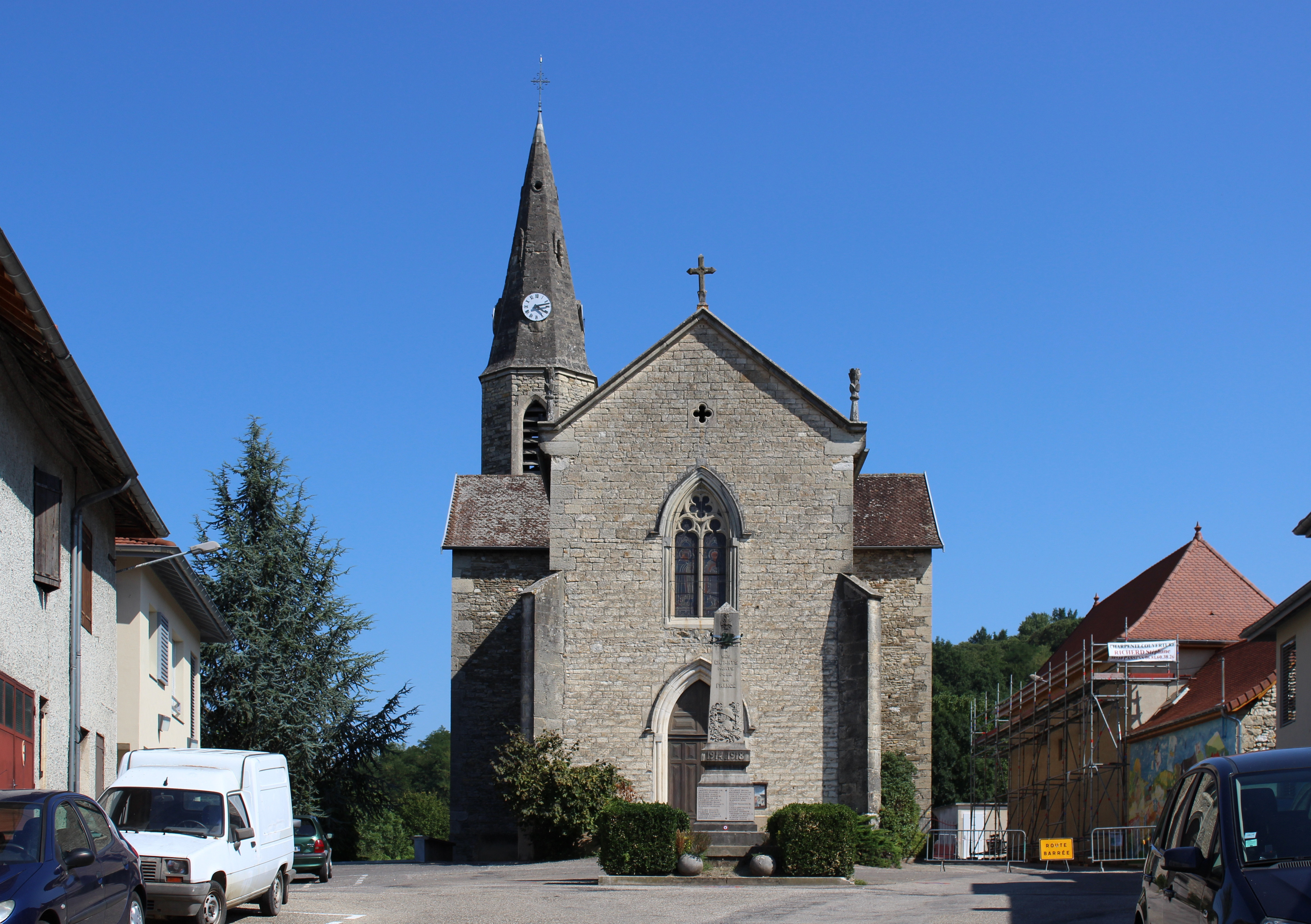
L'église et le monument aux morts.
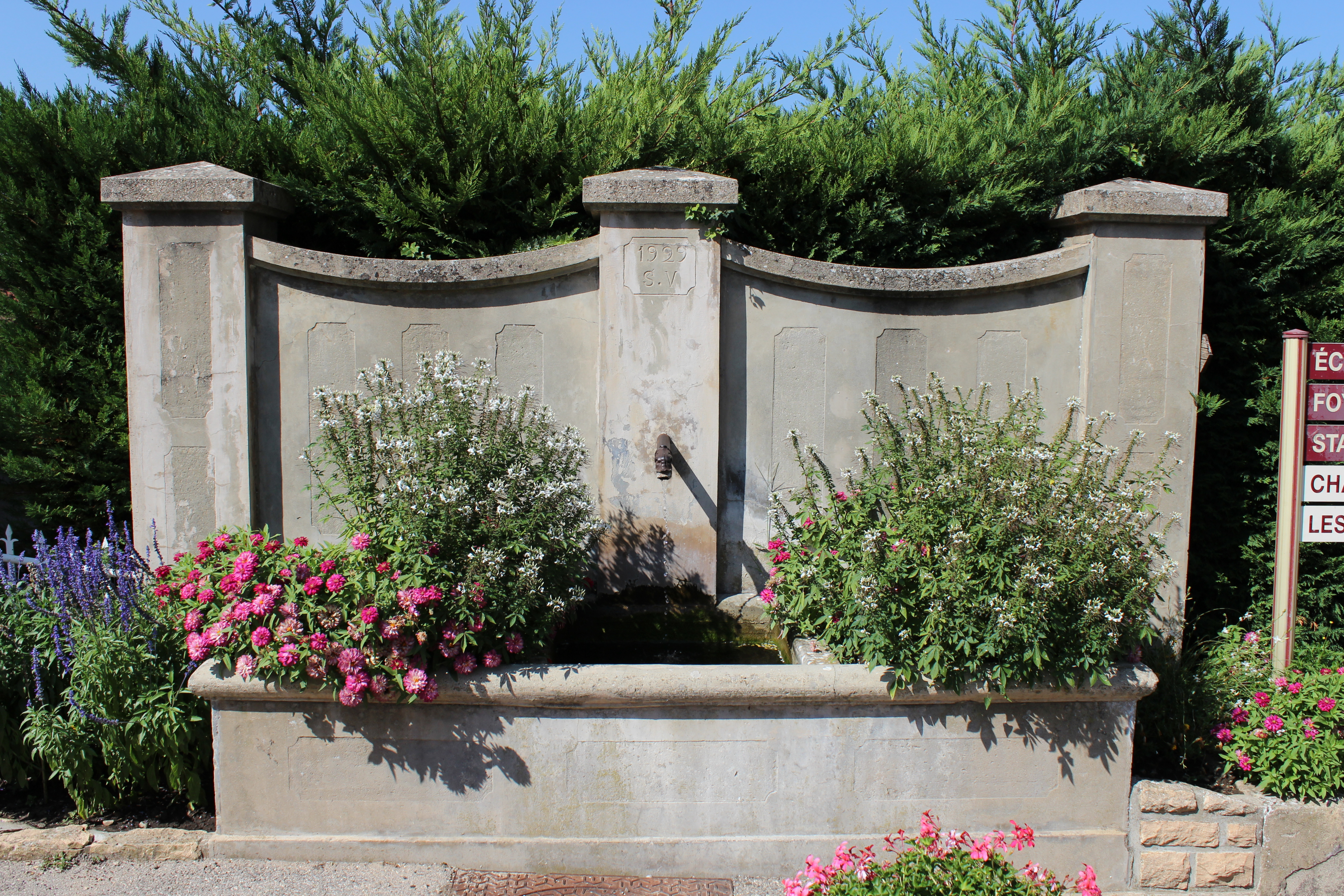
La fontaine de 1929.
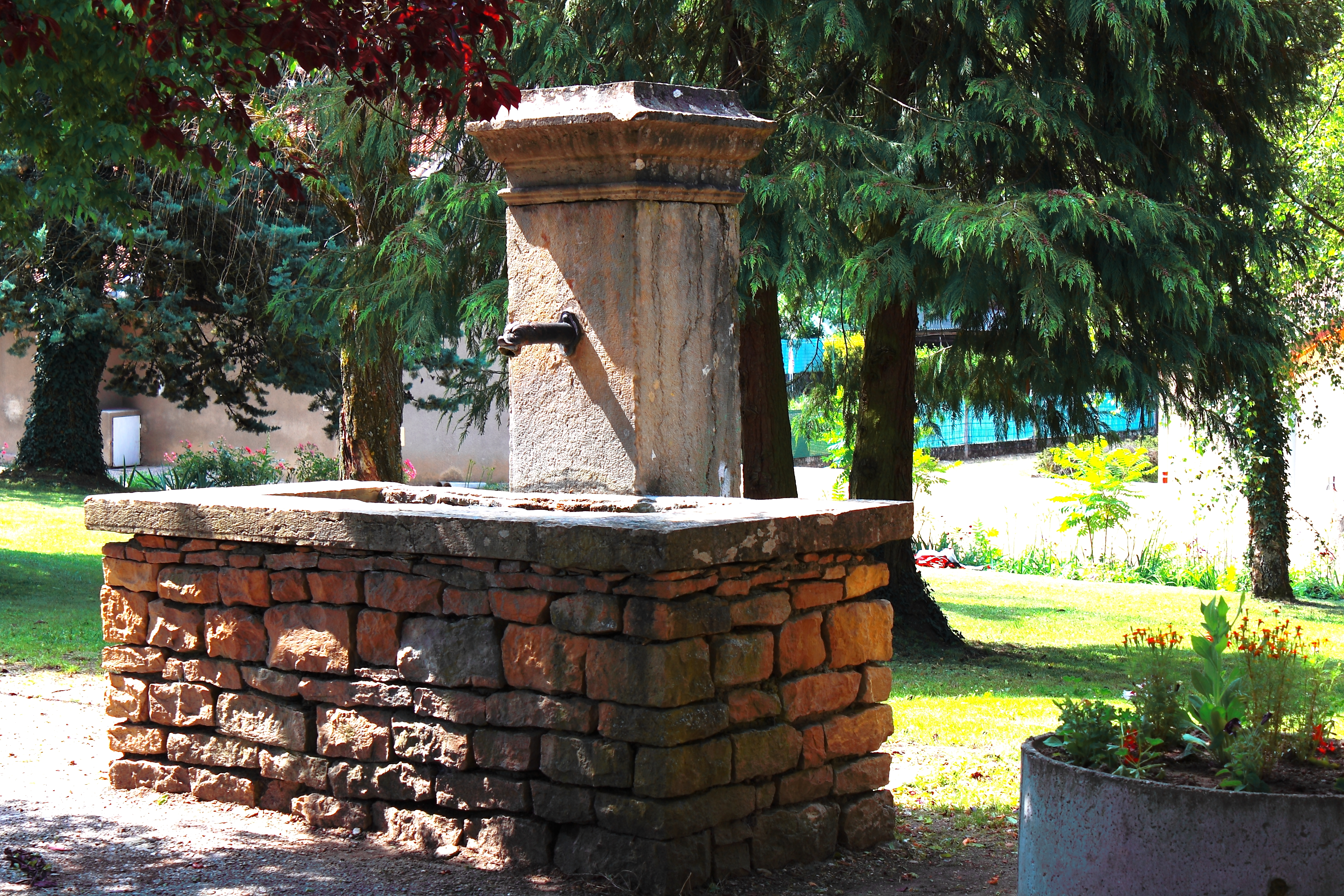
Fontaine édifiée sous le mandat de J. Tricaud.
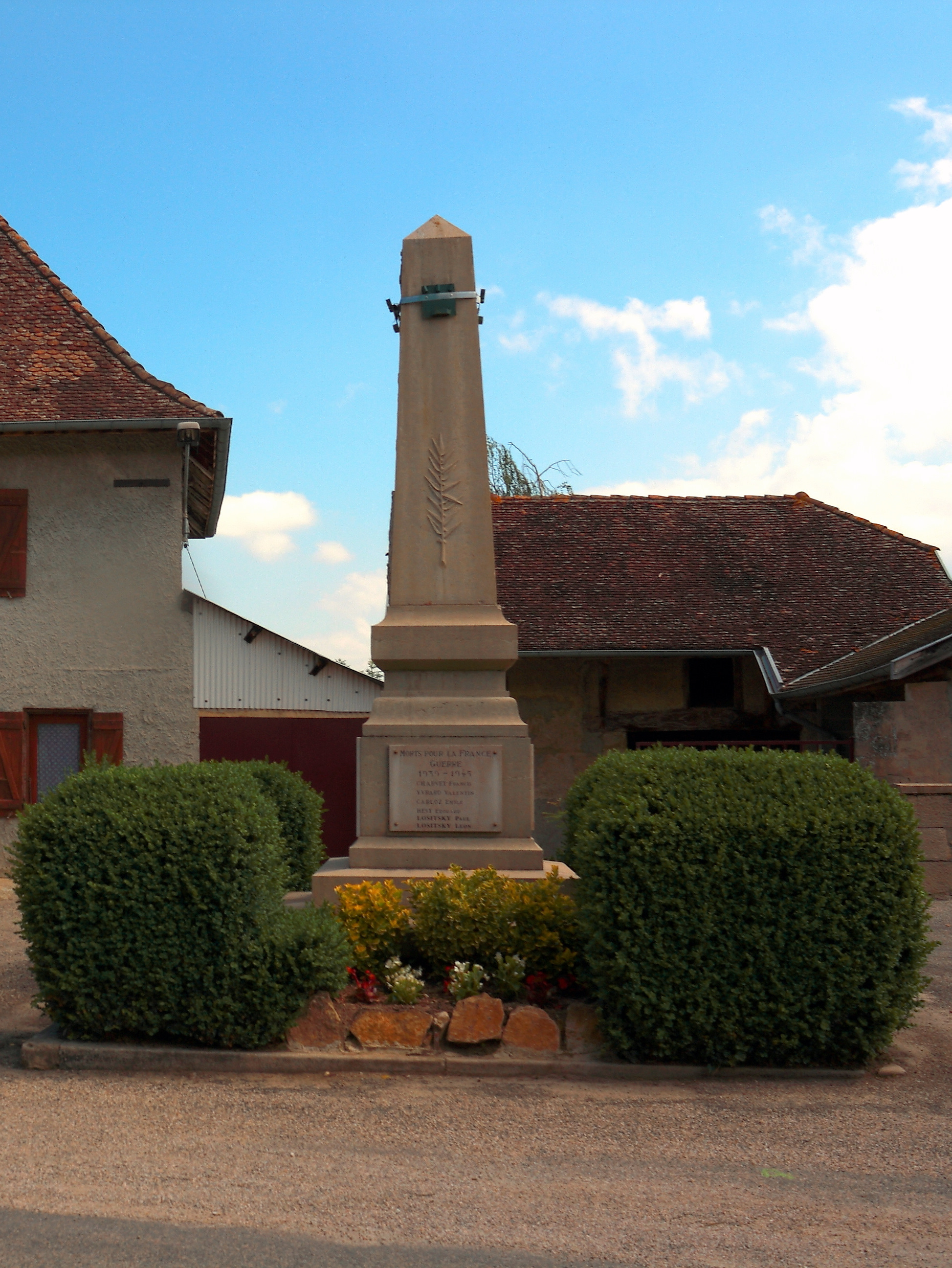
Monument aux morts.
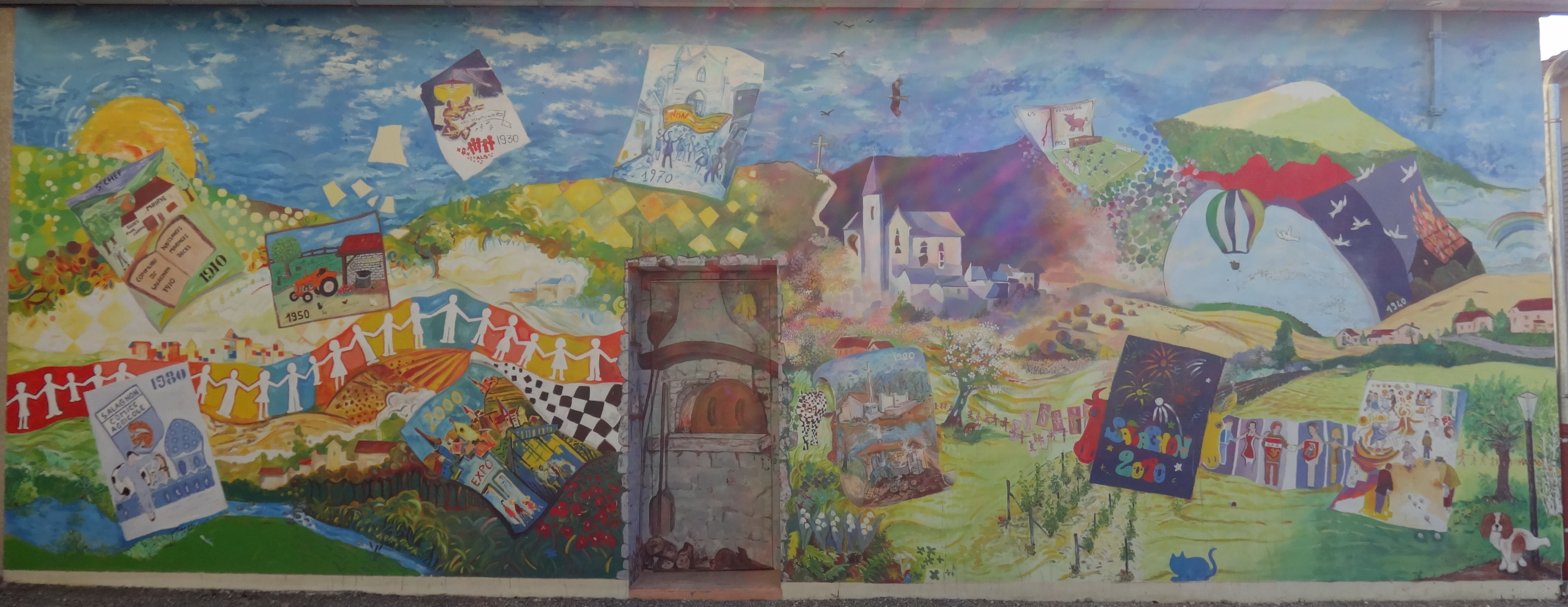
Fresque derrière la mairie.

### Héraldique
| Blason de Salagnon | Blason  | De gueules à l'écureuil assis d'or tenant une noisette du même, surmonté d'une fasce hausée d'argent chargée de trois dauphins d'azur, surmontée de l'inscription SALAGNON en lettres capitales de sable. |
| Blason de Salagnon | Détails | Le statut officiel du blason reste à déterminer. |

## Pour approfondir